# Sebastian Lühti
Sebastian Lühti (Berna, 13 marzo 1991) è un giocatore di football americano svizzero che gioca nel ruolo di offensive lineman per gli Helvetic Mercenaries.